# 127 v. Chr.
Portal Geschichte | Portal Biografien | Aktuelle Ereignisse | Jahreskalender | Tagesartikel

◄ |
3. Jahrhundert v. Chr. |
2. Jahrhundert v. Chr. |
1. Jahrhundert v. Chr. |
►

◄ | 140er v. Chr. | 130er v. Chr. | 120er v. Chr. | 110er v. Chr. |
100er v. Chr. |
►

◄◄ | ◄ | 130 v. Chr. | 129 v. Chr. | 128 v. Chr. | 127 v. Chr. |
126 v. Chr. |
125 v. Chr. |
124 v. Chr. |
► |
►►
Staatsoberhäupter

## Ereignisse
- 24. Juni: Ein Keilschrifttext bezeugt zum ersten Mal die Unabhängigkeit des Staates Charakene unter König Hyspaosines.

- 128/127 v. Chr.: Nach dem Tod von Nikomedes II. folgt ihm sein Sohn Nikomedes III. auf den Thron von Bithynien.

## Gestorben
- 128/127 v. Chr.: Nikomedes II., König von Bithynien